# ماکوتی (داکوتای شمالی)
ماکوتی(به انگلیسی: Makoti) شهری در ایالت داکوتای شمالی کشور ایالات متحده آمریکا است که جمعیت آن در سرشماری سال ۲۰۱۰ میلادی، ۱۵۴ نفر بوده‌است.